# محطة طوكيو

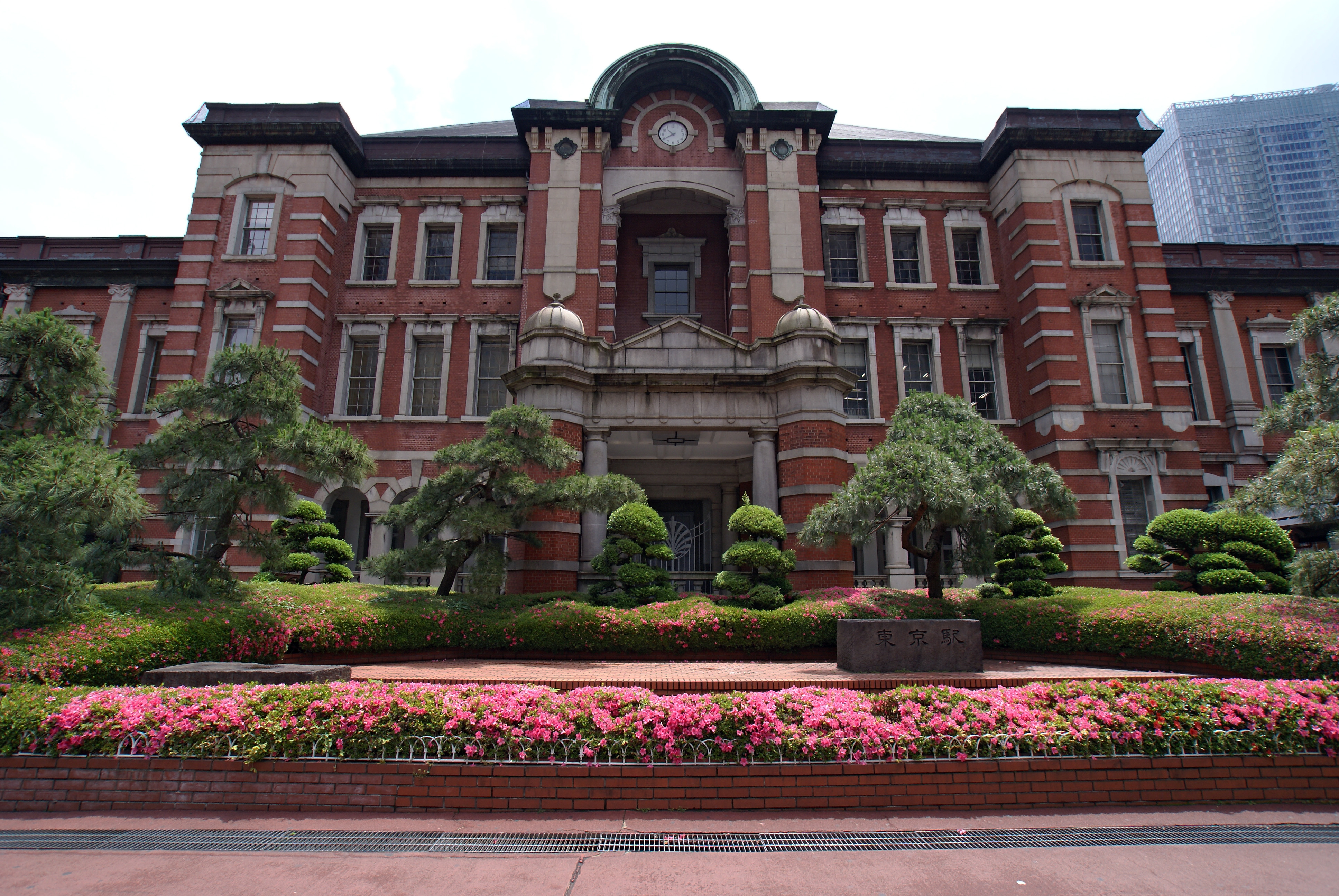
محطة طوكيو

محطة طوكيو (باليابانية: 東京駅، بالروماجي: Tōkyō-eki) هي محطة قطار تقع في حي تشيودا من مدينة طوكيو، بالقرب من قصر طوكيو الإمبراطوري و حي غينزا التجاري.
هي المحطة النهائية الرئيسية في طوكيو للخطوط بين المدن، وأكثر المحطات ازدحاما في اليابان من ناحية عدد القطارات يوميا (أكثر من 3000) و الثامن من ناحية عدد المسافرين. محطة طوكيو هي نقطة انطلاق ووصول أغلب قطارات الشينكانسن و تصلها العديد من الخطوط المحلية والإقليمية لسكك حديد اليابان و هي مربوطة بشبكة مترو أنفاق طوكيو.

## المحطات المتاخمة

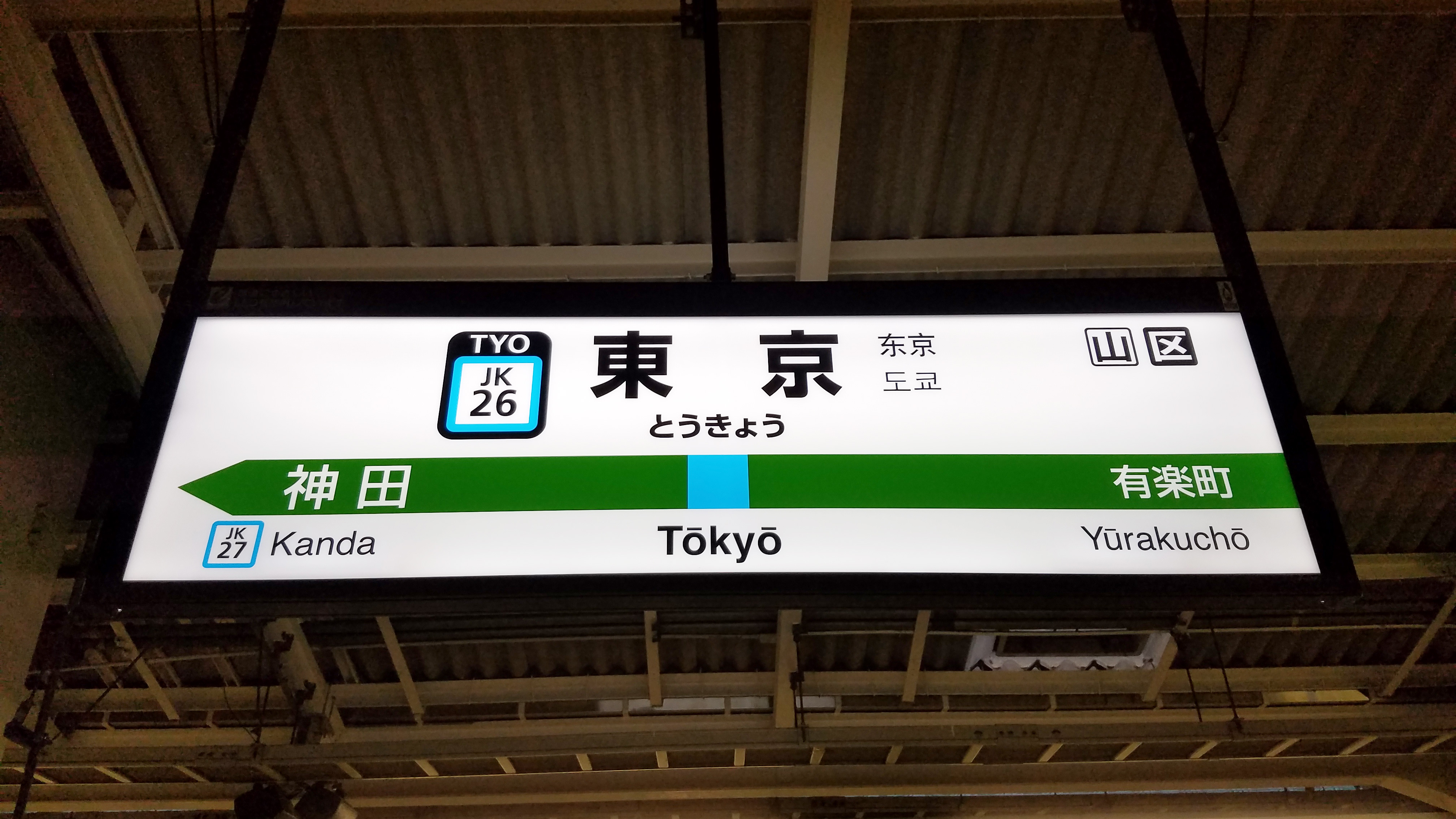
خط جي آر طوكيو كيهينتوهوكو

| «                               |                                 | الخدمة                          |                                 | »                               |
| شركة شرق اليابان للسكك الحديدية | شركة شرق اليابان للسكك الحديدية | شركة شرق اليابان للسكك الحديدية | شركة شرق اليابان للسكك الحديدية | شركة شرق اليابان للسكك الحديدية |
| ------------------------------- | ------------------------------- | ------------------------------- | ------------------------------- | ------------------------------- |
| المحطة الأخيرة                  |                                 | خط تشوأو السريع                 |                                 | كاندا                           |
| يوراكوتشو                       |                                 | خط يامانوته                     |                                 | كاندا                           |
| يوراكوتشو                       |                                 | خط كيهين-توهوكو محلي            |                                 | كاندا                           |
| هاماماتسوتشو                    |                                 | خط كيهين-توهوكو سريع            |                                 | أكيهابارا                       |
| المحطة الأخيرة                  |                                 | خط توكايدو الرئيسي              |                                 | شيمباشي                         |
| المحطة الأخيرة                  |                                 | توهوكو شينكانسن                 |                                 | أوينو                           |
| المحطة الأخيرة                  |                                 | جو-إتسو شينكانسن                |                                 | أوينو                           |
| المحطة الأخيرة                  |                                 | ناغانو شينكانسن                 |                                 | أوينو                           |
| شين-نهومباشي                    |                                 | خط يوكوسوكا                     |                                 | شيمباشي                         |
| شين-نهومباشي                    |                                 | خط سوبو سريع                    |                                 | شيمباشي                         |
| المحطة الأخيرة                  |                                 | خط كييو                         |                                 | هاتشوبوري                       |
| شركة وسط اليابان للسكك الحديدية |                                 |                                 |                                 |                                 |
| المحطة الأخيرة                  |                                 | توكايدو شينكانسن                |                                 | شيناغاوا                        |
| شركة مترو طوكيو                 |                                 |                                 |                                 |                                 |
| غينزا (M-16)                    |                                 | خط مارونوأوتشي                  |                                 | أوتيماتشي (M-18)                |

## المباني المحيطة
- بناء شين-مارونوأوتشي

## روابط خارجية
- افتتاح محطة طوكيو للقطارات على يوتيوب